# حركة المقاطعة وسحب الاستثمارات وفرض العقوبات
حركة المقاطعة وسحب الاستثمارات وفرض العقوبات (بالإنجليزية: Boycott, Divestment and Sanctions Movement)‏ (المعروفة بالاختصار (بالإنجليزية: BDS)‏) تشير إلى الحملة الدولية الاقتصادية والتي بدأت في 9 يوليو 2005 بنداء من 171 منظمة فلسطينية غير حكومية، «... للمقاطعة، وسحب الاستثمارات وتطبيق العقوبات ضد إسرائيل حتى تنصاع للقانون الدولي ومبادئ حقوق الإنسان». الأهداف الثلاثة المعلنة للحملة هي:
1. انهاء «الاحتلال الإسرائيلي واستعماره لكل الأراضي العربية»، فضلا عن «تفكيك الجدار العازل؛»
2. الاعتراف الإسرائيلي بالحقوق الأساسية «للفلسطينيين المواطنين العرب في إسرائيل بالمساواة الكاملة»، و
3. قيام إسرائيل باحترام وحماية وتعزيز «حق العودة الفلسطيني إلى ديارهم وممتلكاتهم كما هو منصوص عليه في قرار الجمعية العامة للأمم المتحدة رقم 194.»[2]

## أهداف الحملة
أصرت حركة المقاطعة وسحب الاستثمارات وفرض العقوبات على العديد من أشكال العقوبات التي تتسم بتدابير عقابية بلا عنف ضد إسرائيل حتى تخضع لأوامر القانون الدولي، هذا التدابير يجب أن تحقق التالي:
1. إنهاء الاحتلال والاستعمار لكافة الأراضي الفلسطينية والعربية وتفكيك الجدار.
2. إنهاء كافة أشكال الفصل العنصري ضد الفلسطينيين واعترافها بالحق الأساسي بالمساواة الكاملة لفلسطينيي أراضي العام 48.
3. احترام وحماية ودعم حقوق اللاجئين الفلسطينيين في العودة إلى ديارهم التي هجروا منها واستعادة ممتلكاتهم كما نص على ذلك قرار الجمعية العامة للأمم المتحدة 194.

حركة المقاطعة وسحب الاستثمارات وفرض العقوبات هي حركة منظمة ومنسقة من قبل اللجنة الوطنية الفلسطينية للمقاطعة، اللجنة تورد وتستشهد بقرارات الأمم المتحدة، وبشكل خاص تكرر وتعيد القرارات الخاصة التي ضد حملات الأبارتايد، حركة المقاطعة وسحب الاسثمارات وفرض العقوبات طالبت بـ «أشكال متعددة من العقوبات ضد إسرائيل حتى تلتزم بالقانون الدولي.»

## المنهج

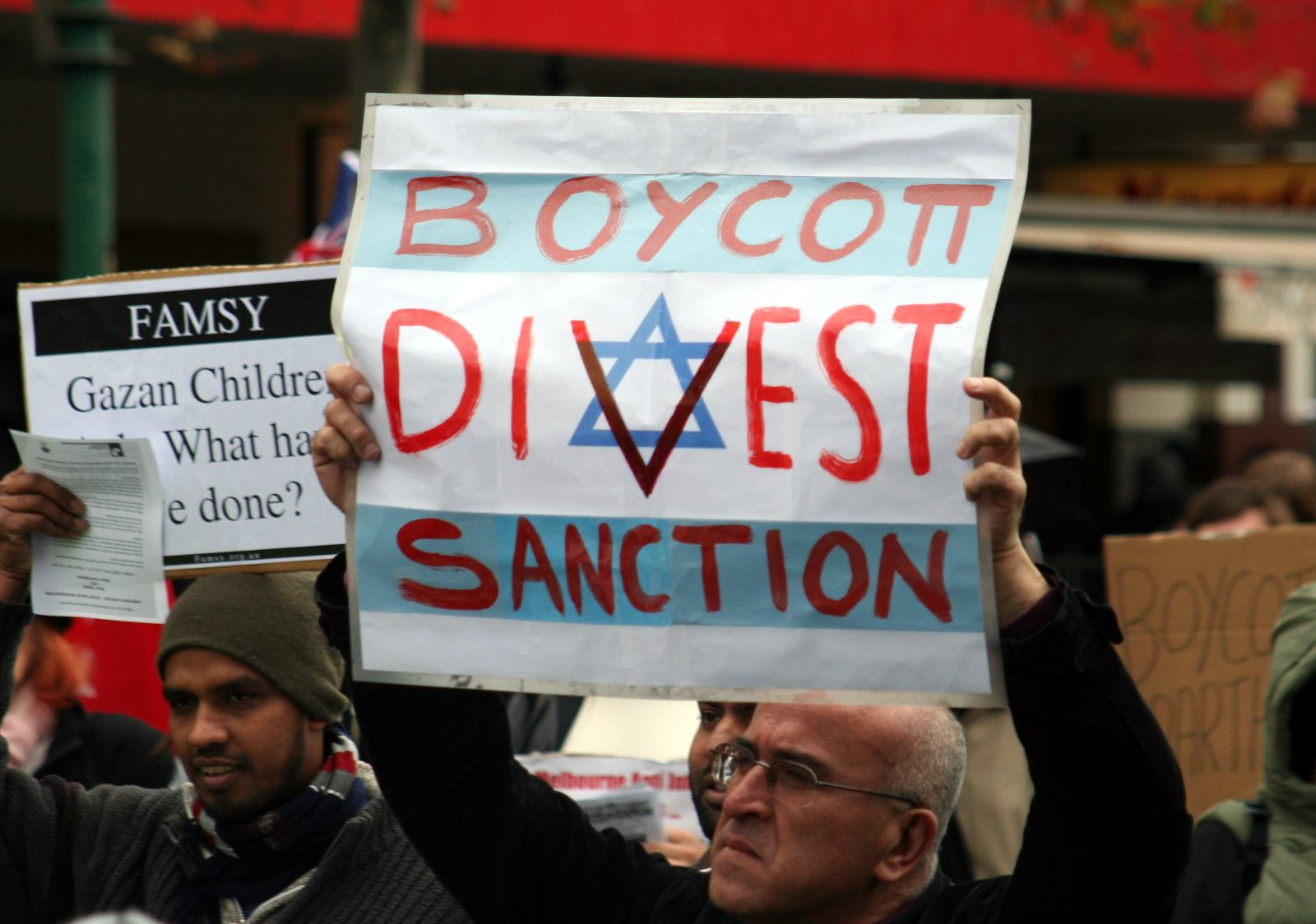
أحتجاجات حركة المقاطعة في ملبورن، إستراليا ضد الحصار الإسرائيلي لغزة والهجوم على أسطول الحرية عام 2010.

تستخدم الحركة المقاطعة، وسحب الاستثمارات، وفرض العقوبات، ضد إسرائيل، الحملة نظمت مظاهرات واحتجاجات تستهدف الشركات التي لديها عقود مع الجيش الإسرائيلي أو مع شركات في المستوطنات الإسرائيلية، الأعمال أيضاً من الممكن أن تستهدف الأفراد البارزين والمشهورين الذين يدعمون المستوطنات.
تستخدم منصات وسائل التواصل الاجتماعي لجذب الانتباه إلى نشاطات الحركة، مع مكالمات عامة على وسائل التواصل الاجتماعي، احتجاجات، عرائض، ومقالات، بالإضافة إلى ضغط على الأفراد لإلغاء مشاركاتهم في أحداث في إسرائيل أو في مستوطنات إسرائيلية، مثل الحفلات الموسيقية أو الأحداث الأكاديمية، من جهة أخرى، إسرائيل ضغطت لكي لا يأخذوا أي جزء في نشاطات خارج إسرائيل أو الأراضي المحتلة. المشاركين في الأحداث بعض الأحيان يطالبون بالإعلان بتماسك مع القضية الفلسطينية.
الحركة أيضاً تستخدم أسبوع الأبارتيد الإسرائيلي، الذي هو سلسلة من المظاهرات والمحاضرات الجامعية والتجمعات، ضد الاحتلال الإسرائيلي لغزة والضفة الغربية، الحدث عادة ما يكون في شهر فبراير أو مارس، وفقاً للمنظمة، «الهدف من أسبوع الأبارتيد الإسرائيلي هو لتعليم الناس عن طبيعة إسرائيل كنظام أبارتيد ولبناء حركات المقاطعة كجزء من النمو العالمي لحركة المقاطعة»، أسبوع الأبارتيد بدأ أولاً في تورنتو في عام 2005، ومنذ ذلك الحين أنتشر إلى 55 مدينة على الأقل، حول العالم تشمل، كندا، فرنسا، ألمانيا، الهند، إيطاليا، النمسا، الأردن، اليابان، كوريا، البرازيل، البوسنة، بوتسوانا، ماليزيا، المملكة المتحدة، الولايات المتحدة الأمريكية، جنوب أفريقيا، المكسيك، النرويج، إستراليا، وفلسطين.

## ردود الفعل

### المملكة المتحدة
في 22 أبريل 2005، صوتت الرابطة على مقاطعة جامعتين إسرائيليتين اثنتين: جامعة حيفا وجامعة بار إيلان. صدرت الاقتراحات لمجلس رابطة الأساتذة الجامعيين والمطالبة من قبل دعوة المقاطعة الصادرة عن الأكاديميين الفلسطينيين وغيرهم. صوت المجلس على مقاطعة بار ايلان لأنها تدير البرامج الدراسية في الكليات في الضفة الغربية المحتلة (في كلية آرييل) «وبالتالي تشارك بشكل مباشر في احتلال الأراضي الفلسطينية خلافاً لقرارات الأمم المتحدة». وقاطعت جامعة حيفا بسبب مزاعم حول أنها كانت قد اتخذت اجراءات تأديبية ضد محاضر. الإجراءات التأديبية بحق المحاضر اتخذت على أساس أنه دعم طالباً كتب حول الهجمات على الفلسطينيين خلال تأسيس إسرائيل (على الرغم من أن أبحاث الطالب قد أعلنتها محكمة على أنها غير صحيحة ونفي الجامعة اتخاذ أي اجراءات بحق المحاضر). المقاطعة التي لم تكن إلزامية تستمر حتى «تتوقف جامعة حيفا عن التعدي على كادرها الأكاديمي والطلاب الذين يقومون بالأبحاث ويناقشون تاريخ إنشاء دولة إسرائيل».
قرار رابطة مدرسي الجامعات تمت إدانته فوراً من قبل جماعات معينة، يهودية وغير يهودية، وأعضاء من رابطة مدرسي الجامعات. منتقدوا القرار ضمن ومن خارج الرابطة ذكروا أن المجلس الذي مرر قرار المقاطعة لم يسمح باستمرار النقاش حول القرار متعللاً بضيق الوقت. واتهم مجلس نواب اليهود البريطانيين واتحاد الطلبة اليهود رابطة مدرسي الجامعات بعقد التصويت خلال عيد الفصح اليهودي عمداً، حين لا يتواجد العديد من الأعضاء اليهود. أصدرت السفارة الإسرائيلية في لندن بياناً ينتقد قرار رابطة مدرسي الجامعات باعتباره «قراراً مضللاً يتجاهل الرأي العام البريطاني»، ويدين القرار لكونه «منحرفاً من حيث المضمون بالإضافة للطريقة التي تمت مناقشته واعتماده.» وقال زفي رافنر، نائب السفير الإسرائيلي في لندن أن «آخر مرة قوطع فيها اليهود في الجامعات كانت في ألمانيا عام 1930». وأصدر ابراهام فوكسمان من رابطة مكافحة التشهير بياناً يدين «القرار المضلل وذا التوقيت السيئ لمقاطعة الأكاديميين في الدولة الوحيدة في الشرق الأوسط التي تتمتع فيها الجامعات بالاستقلال السياسي».
وقالت رابطة مدرسي الجامعات أن الأعضاء قد صوتوا للمقاطعة استجابة لنداء للعمل من قبل مجموعة من الأكاديميين الفلسطينيين. وقد أدينت من قبل السفارة الإسرائيلية في لندن، والسفارة البريطانية في إسرائيل، وجماعات يهودية لحقوق الإنسان وجامعة القدس في القدس واللجنة الوطنية للدراسات العليا في المملكة المتحدة ومنظمة جامعات المملكة المتحدة.
بعد ردود فعل كبيرة وإدانة داخلية وخارجية، جمع أعضاء في رابطة مدرسي الجامعات - يرأسهم جون بايك المحاضر في الجامعة المفتوحة - توقيعات كافية للدعوة إلى عقد اجتماع خاص بشأن هذا الموضوع. وعقد الاجتماع يوم 26 مايو 2005، في Friends Meeting House في لندن. وفي الجلسة قررت رابطة مدرسي الجامعات إلغاء مقاطعة الجامعتين الإسرائيليتين. وذكرت الأسباب التالية لاتخاذ هذا القرار: الضرر الذي لحق بالحرية الأكاديمية، وعرقلة الحوار وجهود السلام بين الإسرائيليين والفلسطينيين، وعدم إمكانية تبرير مقاطعة إسرائيل حصراً دون سواها.
وفي المؤتمر السنوي لاتحاد المحاضرين في المملكة المتحدة، طلب من أعضاء الرابطة الوطنية للمدرسين في التعليم العالي أن يدعموا اقتراحاً بمقاطعة الأكاديميين والجامعات الإسرائيلية التي فشلت بإبعاد نفسها عن «سياسيات التفرقة العنصرية». وعلى الرغم من أن الاقتراح قد أقر إلا أنه لم يعد سياسية رسمية بعد يومين فقط عندما اندمج الاتحاد مع رابطة أساتذة الجامعات.
قبل نقاش الرابطة الوطنية للمدرسين في التعليم العالي، وصف كل من اتحاد اتحادات مدرسي وموظفي الجامعات الفلسطينية والحملة الفلسطينية للمقاطعة الأكاديمية والثقافية ضد إسرائيل الحملة في رسالة إلى ملحق التايمز للتعليم العالي بأنها «الشكل الوحيد للتحرك للأشخاص ذوي الضمير في أنحاء العالم» وأضافوا «نحن نحيي كل الذين يعترفون بأنه طالما لايمكن تحصيل العدالة للفلسطينيين من مراكز القوة في العالم، يجب أن ننظم أنفسنا ونتحرك لصالح العدالة والسلم الحقيقيين». وبالمقابل، جادل ستيفن واينبرغ الحائز على جائزة نوبل بأن «مقاطعة الأكاديميين لزملائهم في دول أخرى لأسباب سياسية ليست جيدة أبداً. خلال الحرب الباردة، كانت أمريكا والاتحاد السوفيتي حريصين على الحفاظ على التواصل الفكري مفتوحاً، وهذا لا يخدم فقط قضية العلم، ولكن يروج لعلاقات الشخصية التي أدت إلى مبادرات في الحد من التسلح. وبنفس المبدأ، عندما أدرت مدرسة القدس الشتوية للفيزياء النظرية فعلنا ما بوسعنا للحصول على الطلاب العرب من دول إسلامية تميّز حكوماتها ضد اليهود. لم نكن نحلم بمقاطعتهم.»
في مؤتمرها السنوي الأول (عام 2007) صوت الاتحاد الأكاديمي البريطاني الجديد (اتحاد الجامعات والكليات) لصالح مناقشة مقاطعة المؤسسات الأكاديمية الإسرائيلية، ولكن ليس الأفراد.

### فرنسا
في أعقاب الحرب على غزة في الفترة 2008-2009، في شباط / فبراير من عام 2009، نشرت دعوة للمقاطعة وسحب الاستثمارات وتطبيق العقوبات ضد المؤسسات الإسرائيلية.
في يونيو 2009، اجتمعت عدة منظمات فرنسية لتنظيم حملة فرنسية للمقاطعة وسحب الاستثمارات وتطبيق العقوبات ضد أهداف محددة (Carrefour، Ahava، Agrexco-Carmel، Veolia and Alstom، إلخ...). ومنذ ذلك الحين انضمت العديد من المنظمات والأحزاب والنقابات إلى هذه الحملة واسعة النطاق، والتي تعاني أيضا من مضايقات قضائية مستمرة.

### التهديدات
قال المرصد الأورومتوسطي لحقوق الإنسان أن التصريحات التحريضية لوزير الاستخبارات الإسرائيلي «يسرائيل كاتس» التي دعا فيها إلى ملاحقة واستهداف قادة ونشطاء «حملة المقاطعة» تعد تهديداً لحق النشطاء في الأمن الشخصي، وحق الحياة، والحق في التعبير والاحتجاج السلمي، وهي حقوق كفلتها مواثيق حقوق الإنسان والقوانين الدولية، ولا سيما العهد الدولي الخاص بالحقوق المدنية والسياسية (1966)، الذي تعد اسرائيل طرفاً فيه.
ودعا الأورومتوسطي الحكومة الإسرائيلية إلى وقف هذه السياسة التحريضية، والتوقف عن التعامل مع النشطاء السلميين بشكلٍ عدائي، كما دعا الحكومات الأوروبية وأمريكا إلى التعامل مع تصريحات الوزير «كاتس» بجدية، ومطالبة الحكومة الإسرائيلية بعزله والتنصل من تصريحاته إن لم تكن تتبناها فعلياً.
عام 2015
أكدت حركة المقاطعة أن شركة “فيوليا” الفرنسية العملاقة قررت إنهاء آخر استثماراتها في “إسرائيل”، على وقع الضغط الكبير الذي تمارسه الحركة عالميا ضد الشركة منذ سنوات بعد ان سحبت اخر استثمارها في القطار الخفيف بالقدس وكانت نسبة مشاركتها فيه بلغت (5%) باعتبار أن هذا المشروع تهويدي استيطاني يهدف لربط المستوطنات الإسرائيلية في شقي القدس وعزل المناطق الفلسطينية هناك.

## المقاطعة الأكاديمية
يتم إدارة المقاطعة الأكاديمية من قبل الحملة الفلسطينية للمقاطعة الأكاديمية والثقافية لإسرائيل، التي تم الترويج لها من قبل 60 أكاديمية فلسطينية، ثقافية وأتحادات المجتمع المدني، والنقابات، والمنظمات، تشمل اتحاد نقابات الجامعات الفلسطينية، حاملي شهادة الدكتوراة والموظفين، وشبكة المنظمات الأهلية الفلسطينية في الضفة الغربية. الأكاديميين في عدد من البلدان سجلوا في هذه الحملة لدعم الحملة. في ديسمبر 2013، جمعية الدراسات الأمريكية دخلت الحملة وقامت بفرض عقوبات على كل المؤسسات الأكاديمية الإسرائيلية، إسرائيل هي الدولة الوحيدة التي تم مقاطعتها منذ تأسيس الجمعية عام 1951.

## المقاطعة الاقتصادية
```
ريتشارد أ. فلك
، 
المقرر الخاص للأمم المتحدة
،
[
39
]
 في تقريره عام 2012 
لمجلس حقوق الإنسان التابع للأمم المتحدة
 هو وصى بأن «يجب مقاطعة الشركات التي سُلط الضوء عليها في التقرير، إضافة إلى بقية الشركات الأخرى التي تحقق ربحاً وفائدة مالية من مشاريع المستوطنات الإسرائيلية، يجب أن يعاقبوا إلى أن تتماشى عملياتها مع القانون الدولي والمعايير الدولية لحقوق الإنسان والقانون الإنساني الدولي.» وسمى هو بشكل خاص الشركات التي تدعم إسرائيل ويجب مقاطعتها، الولايات المتحدة، 
كاتربيلر
، 
هوليت-باكارد
، 
موتورولا
، 
أهافا
، 
أنظمة إلبيط
، 
خطوط ماهدرين للحافلات
، أما 
السويد
، شركة 
فولفو
، وشركة أسا أبلوي، 
وفرنسا
 
فيوليا
، شركات 
المملكة المتحدة
، 
جي فور إس
، 
بلجيكيا
، شركة 
ديكسيا
، 
هولندا
، شركة 
Riwal Holding
، 
المكسيك
، شركة سميكس.
[
40
]
```

### تأثيرات المقاطعة الأقتصادية على الموظف الفلسطيني
خصوم الحركة يجادلونها بأن الحركة تدمر الوظائف للفلسطينيين، هم يجادلون بأن الشركات في المستوطنات الإسرائيلية هي مفيدة للفلسطينيين، هم يدعون بأنهم يوفرون الوظائف مع أجور عالية مقارنة بالمصانع الفلسطينية والفلسطينيون سعداء بوظائفهم ولا يشعرون بأنهم يتم أستغلالهم. المناصرين للحركة زعموا أن في عام 2011 العديد من الفلسطينيين عملوا في المستوطنات بدون ترخيص ويربحون أقل من أقل الحد الأدنى للأجر للإسرائيلي أو حتى أقل من نصف الحد الأدنى للأجر. في السابق مصنع صودا ستريم [الإنجليزية] في مستوطنة معاليه أدوميم، على سبيل المثال، للموظفين المبتدئين لم يكن هنالك فرقاً من ناحية المرتبات بين مصنع صودا ستريم والمصانع الفلسطينية، الأغلبية من الموظفين الفلسطينيين في مصنع صودا ستريم لديهم عقود موسمية متجددة تدوم ثلاثة أشهر فقط، وفقاً لدراسة أعدت من قبل جامعة القدس، أن 82% من الفلسطينيين يعملون في المستوطنات الإسرائيلية وسيودون ترك وظائفهم إذا توفرت وظائف بديلة في الضفة الغربية، قال عمر البرغوثي أن الحقيقة أن، «عشرات الألاف» من الفلسطينيين يعملون في المستوطنات والذي هو نتيجة مباشرة لسياسة إسرائيل. لعقود، إسرائيل كانت تدمر بشكل منهجي ونظامي الصناعة الفلسطينية والزراعة، والاستحواذ على الأراضي الفلسطينية الخصبة والتي تتسم بأكبر أحتياطي للمياة، وفرض قيود صارمة وشديدة على الحركة بحيث تمنع الكثيرين من الوصول إلى أماكن عملهم، وفقاً ل Who profits، كل نقابات التجارة الفلسطينية ونقابات العمال وتقريباً كل منظمات المجتمع المدني الفلسطينية، وتتضمن الأحزاب السياسية، تدعم نداء الحركة بالنداء بالمقاطعة، وسحب الاستثمارات، وفرض العقوبات.

### أمثلة من مقاطعة الشركات
في ديسمبر 2012، صندوق تقاعد نيوزيلندا، أستثنت ثلاث شركات إسرائيلية من محفظتها بسبب تورطهم في أعمال بناء للمستوطنات الإسرائيلية وحواجز الضفة الغربية الإسرائيلية. وصفت نيوزيلاند هيرالد «أستثمارات الصندوق في الشركات الإسرائيلية» والتي بلغت أقل من 83,000 ألف دولار، بأنها «خيالية».

## المقاطعة الثقافية
ألغى منظمين مهرجان Rototom Sunsplash الموسيقي المقام في إسبانيا في عام 2015، من جدول أعمالها ظهور المغني الأمريكي اليهودي الرابر ماتيسياهو بعد رفضه التوقيع على بيان يدعم قيام دولة فلسطينية، ماتيسيوها صرح بأنه كان «مرعب ووعدواني»، قد تم أنتقاءه بأنه فنان يهودي أمريكي عالمي، بعد نقد من جريدة الباييس الأسبانية اليومية، والحكومة الإسبانية والمنظمات اليهودية، المنظمون أعتذروا لماتيسياهو وأعادوا دعوته إلى المنصة، صرح المنظمون أن «أنه كان خطأً، بسبب المقاطعة وحملة الضغط والتهديدات والإكراه المداره من قبل حركة المقاطعة.»"
في ديسمبر 2017، ألغت نجمة البوب النيوزيلندية في 5 يونيو، 2018 حفلاً موسيقياً لها في تل أبيب، بعد أصرار كبير من الجمهور لمقاطعة إسرائيل، دعماً للمقاطعة الثقافية المستمرة على إسرائيل.

## تأثير حركة المقاطعة
تأثير الحركة قد تمت مناقشته، العديد من التقارير من داخل وخارج إسرائيل أشارت إلى أن الحركة عملت تأثيراً قليلاً جداً على الأقتصاد الإسرائيلي، وأقترحت أنه بعيد الأحتمال في المستقبل المنظور.
في يونيو 2015، أجرت مؤسسة راند تحليلاً أستنتجت أن المقاطعة ناجحة، حملة سحب الاستثمارات وفرض العقوبات ضد إسرائيل، إذا كان يمكن الحفاظ عليها لمدة عشر سنوات أخرى، من الممكن أن تكلف الأقتصاد الإسرائيلي 47 مليار دولار، هذا الرقم الذي لم يرد في التقرير، لكن تم تحديده باستخدام نموذج يفحص المحاولات السابقة من مقاطعة البلدان لإسرائيل. ومع ذلك، مؤسسة راند أيضًَا ذكرت أن «الدليل على تاثير فرض العقوبات هو مشوش، وأن إجراء تقييم للآثار الأقتصادية المحتملة لحركة المقاطعة هو إشكالية يصعب حلها.»

## الدعم
داعمي حركة مقاطعة إسرائيل يشمل، بينك فلويد والمغني الموسيقي روجر ووترز، ورئيسي الأساقفة ديزموند توتو، أليس والكر، في عام 2014 مجموعة يهودية عالمية، يهود من أجل حق الفلسطينيين للعودة، أصدر قائمة من الموقعون تأييد جمعية الدراسات الأمريكية الأكاديمية العقوبات على إسرائيل، المنظمة الناشطة الإسرائيلية عقوبات من الداخل BOYCOTT FROM WITHIN تدعم حملة المقاطعة، تقوم BOYCOTT FROM WITHIN بشكل منتظم بأصدار بيانات تدعو الموسيقين لإلغاء حفلاتهم المجدولة في إسرائيل. The Israeli activist organization مقاطعة من الداخل supports the BDS campaign. Boycott From Within regularly releases statements calling on musicians to cancel concerts scheduled in Israel.

### المنظمات السياسية
دعم المؤتمر الوطني الأفريقي حملة المقاطعة في عام 2012. الحزب صرح نفسه أنه «غير متأسف في رأيه أن الفلسطينيين هم المضطهدين والضحايا في الصراع مع إسرائيل». بعد غزو إسرائيل البري لغزة في عام 2014، دعم حزب الخضر في إنجلترا وويلز في مؤتمره «المشاركة الفعالة في حركة المقاطعة». أيد حزب الخضر الأسكتلندي فرض عقوبات على إسرائيل في أكتوبر 2015، أعضاء من حزب خضر كندا صوتوا لتأييد حركة المقاطعة في أغسطس 2016، على الرغم من أعتراضات قائد الحزب والنائب الوحيد إليزابيث ماي. في يونيو 2018، أصدرت الأممية الأشتراكية تصريح سريع يدعم «المقاطعة والعقوبات وسحب الأستثمارات ضد الاحتلال الإسرائيلي، كل مؤسسات الأحتلال، والمستوطنات الإسرائيلية غير الشرعية وتشمل حظر تجاري على كل أشكال التجارة العسكرية والتعاون مع إسرائيل ما دامت مستمره بسياساتها الأحتلالية والأبارتيد ضد الشعب الفلسطيني».

### اتحادات العمال
يدعم مؤتمر نقابات عمال جنوب أفريقيا حملة المقاطعة ضد إسرائيل، تأييد بشكل تام في يوليو 2011. خلال الحرب على غزة 2014، أخذ مؤتمر نقابات عمال جنوب أفريقياً وعداً على نفسه بأنه يقوي ويكثف دعمه للحملة لمقاطعة إسرائيل، وإضراب شركة Woolworths لبضائع الجورب الإسرائيلية.
في أبريل 2014، ومرر الاتحاد الوطني للمعلمين، أكبر اتحاد مدرسين في الأتحاد الأوروبي، قراراً يدعم المقاطعة ضد إسرائيل. في يوليو من هذا العام، صوت الاتحاد الوطني للمعلمين لدخول حملة المقاطعة على إسرائيل.
في أبريل 2015، اتحاد نقابات العمال الوطنية، كيبك، كندا، يمثل 325,000 ألف شخص و2000 نقابة، صوت لدخول حملة المقاطعة ودعم الحظر التجاري العسكري على إسرائيل.
في سبتمبر 2024، سحب أكبر صندوق معاشات تقاعدية في النرويج، وهو "كي أل بي ـ KLP"، استثماراته من 16 شركة بسبب علاقاتها بالمستوطنات الإسرائيلية في الضفة الغربية المحتلة. وقال الصندوق في بيان أعلن فيه هذه الخطوة: "هناك خطر غير مقبول يتمثل في مساهمة الشركات التي تم استبعادها في انتهاك حقوق الإنسان والمساهمة في تمويل الحرب والصراع من خلال صلاتها بالمستوطنات الإسرائيلية في الضفة الغربية المحتلة".

## المعارضة

### السياسية
الأحزاب السياسية التي تعارض مقاطعة إسرائيل تشمل الحزب الليبرالي الإسترالي وكل من الأحزاب السياسية الرئيسية في الولايات المتحدة الأمريكية، الأتحاد الأوروبي أيضاً عبر عن معارضته لمقاطعة إسرائيل، والتعليل الأكثر شيوعاً المعطى لمعارضة مقاطعة إسرائيل هو أنه يهاجم شرعية إسرائيل ويشجع معاداة السامية. أتهم الحزب الديمقراطي الاجتماعي الألماني حركة المقاطعة بمعاداة السامية في مايو 2017 وبعض المراقبون، مثل راينهارد شرام، رئيس الحزب الديمقراطي الاجتماعي الألماني في مدينة إلميناو ورئيس الجالية اليهودية في ولاية تورينغن، قال أن حركة المقاطعة تظهر تعهد الحزب الديمقراطي الاجتماعي الألماني بحماية اليهود في الولاية مشكوك فيه.

### فنانون، ممثلون، وكتاب
قال الموسيقي الإسرائيلي المولود في إسرائيل جين سيمونس، قائد فرقة كيس، أن الفنانين الذين يتجنبون إسرائيل سيخدمون بشكل أفضل توجيه غضبهم في الدكيتاتوريين العرب. الدول التي يجب أن تقاطع هي نفس الدول التي يتمرد سكانها.
الفنانين الأخرين الذين يعاضون حركة المقاطعة تشمل، جون ليدون، أومبرتو إكو، الأخوان كوين، ج. ك. رولينج، هيلاري مانتيل، هيلين ميرين، زيغي مارلي، جون بون جوفي، هوارد ستيرن، إد أسنر.
نُصِح الروائي ايان ماك ايوان، بعد حصوله على جائزة القدس، بأن يرفضها، لكنه قال أن إذا ذهبت فقط إلى البلدان التي أوافق عليها، على الغالب أنا لن أخرج من السرير. [...] انهُ ليس عظيماً إذا توقف الجميع عن الكلام.
الجماعية الإبداعية للسلام، تأسست في أواخر عام 2011، هي منظمة لمكافحة حركة المقاطعة، تتكون من مديري الموسيقى وممثلي مغني العصابات، تشمل أيروسميث، سيلين ديون، ليدي غاغا، جينيفر لوبيز، جستين تيمبرلك.

### الشخصيات العامة
وصف الرئيس الإسرائيلي، رؤوفين ريفلين، إسرائيل بأنها أرض جدل، نقد، ومثير للجدل

## معلومات أساسية
في يناير 2005 قامت مبادرة الدفاع عن فلسطين وهضبة الجولان المحتلتين (OPGAI) بإطلاق نداء للمقاطعة وسحب الاستثمارات وفرض العقوبات ضد إسرائيل في المنتدى العالمي الاجتماعي الخامس في بورتو أليغري في البرازيل (في 26 و31 يناير).
انطلاق الحملة تزامن مع الذكرى السنوية الأولى لحكم محكمة العدل الدولية ضد الجدار الإسرائيلي العازل في الضفة الغربية.
في إحدى أوائل حملات المقاطعة عملت الحملة الفلسطينية للمقاطعة الأكاديمية والثقافية ضد إسرائيل (PACBI) بشكل وثيق مع اللجنة البريطانية لجامعات فلسطين (BRICUP) والتي ضغطت على رابطة الأساتذة الجامعيين (AUT) لتبنى مقاطعة أكاديمية للجامعات الإسرائيلية.

## انظر أيضًأ
- مقاطعة منتجات الشركات الداعمة لإسرائيل
- مناهضة التطبيع مع إسرائيل